# نيت وات
نيت وات (بالإنجليزية: Nate Watt)‏ هو مخرج أمريكي، ولد في 6 أبريل 1889 في دنفر في الولايات المتحدة، وتوفي في 26 مايو 1968 في وودلاند هيلز، كاليفورنيا في الولايات المتحدة.

## وصلات خارجية
- نيت وات على موقع IMDb (الإنجليزية)
- نيت وات على موقع أول موفي (الإنجليزية)
- نيت وات على موقع قاعدة بيانات الأفلام السويدية (السويدية)
- نيت وات على موقع قاعدة بيانات الفيلم (الإنجليزية)
- نيت وات على موقع كينوبويسك (الروسية)